# Iglesia de Santa Sofía, Venecia
Santa Sofía es una iglesia ubicada en el sestiere (barrio) de Cannaregio en Venecia, Italia. Se debe distinguir del palazzo Ca' d'Oro en el Gran Canal que también se llama palazzo Santa Sofia.

## Historia
En crónicas del 886 se menciona una iglesia de madera denominada de Santa Sofía. Bajo el patrocinio inicial de la familia patricia de los Gussoni se  comenzó a comnstruir en 1020 un templo dedicado a Santa Sofía. Este parece que sobrevivó al gran incendio de 1105 de Venecia.

Entre 1507 y 1534 fue completamente reconstruida. A finales de 1600 volvió a ser transformada bajo la mano de Antonio Gaspari.
Con la construcción de la Strada Nova en el siglo XIX, se redujo la longitud de la iglesia. Bajo el dominio napoleónico, se suprimieron los ritos, la iglesia se convirtió en un almacén y su contenido se dispersó. Fontana cuenta cómo en 1836 la iglesia fue redimida (redimida) de los israelitas en cuyas manos había caído, y limpiada de los escombros. En 1836, fue reconsagrada para el culto católico.

## Descripción

### Exterior
Actualmente, la planta baja de la fachada y el campanario de la iglesia se ocultan tras una pantalla de edificios.

### Interior
El interior está menos decorado que en el pasado. Originalmente, en la puerta de acceso a la Sacristía se encontraba una Última Cena de Paolo Veronese. Frente a este lienzo había un Nacimiento de la Virgen de Tiziano. La capilla mayor tenía un retablo de Cristo predicando a las Misas de Francesco da Ponte. Sobre la puerta, llamada de San Pedro, había una Crucifixión de Tintoretto. En el púlpito había un lienzo de Domenico Tintoretto, que representaba los Desposorios de la Virgen. En las tapas de los órganos había pinturas de la Adoración de los pastores atribuidas a Francesco y Leandro Bassano; estas obras ahora se atribuyen a Palma el Viejo y ahora se encuentran en la Gallerie dell'Accademia de Venecia. Otras obras incluyeron retablos de Gentile da Fabriano, Lionardo Corona y Baldassare d'Anna. Una Virgen y santos fue pintada por Giovanni Segala. El retablo de San Lorenzo Giustiniani fue pintado por Angelo Trevisani. Un bautismo de Cristo fue pintado por Daniele Heinz (Daniel Ens), hermano de Joseph Ens.
En el tamaño reducido de la iglesia después de 1836 se albergaron una Virgen y Santos de Giovanni Battista Maganza ; un San Antonio de Padua de Girolamo Brusaferro, un Cristo en el Templo y una Adoración de los Reyes Magos de Leandro Bassano. En la pequeña capilla junto a la puerta principal hay un cuadro de Jacopo Palma el Viejo. También contó con retablos de Pietro Moro. Es probable que la mayoría de estas pinturas no estuvieran originalmente en esta iglesia, ni se hayan conservado.
Actualmente se encuentran dos pinturas de la escuela de Bassano: al costado del presbiterio, y un Bautismo de Cristo, ahora atribuido a Girolamo Heinz, ahora se encuentra en el altar mayor. Cuatro estatuas de santos, atribuidas a Antonio Rizzo, fueron trasladadas de la iglesia de los Servi.